# Kanton Saint-Claud
Saint-Claud is een voormalig kanton van het Franse departement Charente. Het kanton maakte deel uit van het arrondissement Confolens.
Het kanton is op 22 maart 2015 opgeheven en de gemeenten zijn opgegaan in het op die dag gevormde kanton Charente-Bonnieure.

## Gemeenten
Het kanton Saint-Claud omvatte de volgende gemeenten:
- Beaulieu-sur-Sonnette
- Chasseneuil-sur-Bonnieure
- Genouillac
- Le Grand-Madieu
- Lussac
- Mazières
- Nieuil
- Parzac
- Les Pins
- Roumazières-Loubert
- Saint-Claud (hoofdplaats)
- Saint-Laurent-de-Céris
- Saint-Mary
- Suaux